# Ectinorhynchus furcatus
Ectinorhynchus furcatus är en tvåvingeart som beskrevs av Lyneborg 1992. Ectinorhynchus furcatus ingår i släktet Ectinorhynchus och familjen stilettflugor. Inga underarter finns listade i Catalogue of Life.